# Príroda
Príroda je slovenské vydavatelství, které vydává zejména knihy z oblasti přírody a učebnice. Patří počtem vydávaných titulů mezi šest největších vydavatelstev na Slovensku. Ročně vydává kolem 100 knižních titulů pro volný trh na Slovensku, na export a pro školy. 
Vydavatelství se (na svých internetových stránkách) hlásí k dědictví bývalého vydavatelství Príroda z druhé poloviny 20. století (od 1949 název Oráč, od 1955 název Slovenské vydavateľstvo pôdohospodárskej literatúry n.p., od 1969 do (? ?) 1988/1992 Príroda, vydavateľstvo kníh a časopisov, n.p. Bratislava, zkráceně Príroda), které vydávalo Půdohospodářskou a přírodní literaturu a bylo založeno v roce 1949. Z čistě právního hlediska však toto vydavatelství s jeho nástupci PRÍRODA, a. s. (1992 - 1997, koupeno Pentou v roce 1997), Príroda a. s. (1998 - 2001) a současným vydavatelstvím, založeným v roce 2000, přímo nesouvisí. 